# Ротелли, Луиджи
Луиджи Ротелли (итал. Luigi Rotelli; 26 июля 1833, Корчано, Папская область — 15 сентября 1891, Рим, королевство Италия) — итальянский кардинал и папский дипломат. Епископ Монтефьясконе с 15 июля 1878 по 22 декабря 1882. Титулярный архиепископ Фарсалы с 22 декабря 1882 по 1 июня 1891. Апостольский делегат в Константинополе и апостольский викарий латинского патриахата Константинополя с 26 января 1883 по 23 мая 1887. Апостольский нунций во Франции с 23 мая 1887 по 1 июня 1891. Кардинал-священник с 1 июня 1891.